# Forbes Afrique
Forbes Afrique est une version du magazine économique Forbes dédiée à l'Afrique francophone. Fondé en 2012 par l'homme d'affaires canado-congolais Lucien Ebata, il est placé en liquidation judiciaire par le tribunal de commerce de Paris en 2024.

## Histoire
Forbes Afrique est fondé en 2012 par l'homme d'affaires canado-congolais Lucien Ebata, qui parvient à convaincre le magazine économique Forbes de lui octroyer une licence pour développer une franchise dédiée à l'Afrique francophone. Il en devient le directeur de publication et préside également la société créée pour gérer le média, dont il détient la totalité des parts.
Le lancement de ce nouveau magazine est célébré en juillet 2012 à Brazzaville (Congo), lors d'un « Forum Forbes Afrique » organisé en présence de quatre chefs d'État : Denis Sassou-Nguesso (Congo), Ali Bongo (Gabon), Teodoro Obiang Nguema (Guinée équatoriale) et François Bozizé (Centrafrique). La journaliste belge Christine Ockrent est également présente en tant que maîtresse de cérémonie, ainsi que trois anciens premiers ministres européens : Guy Verhofstadt (Belgique), Dominique de Villepin et Jean-Pierre Raffarin (France).
En juin 2018, Lucien Ebata nomme Sonia Lambert Monnens en tant que directrice générale de la société. En 2019, il obtient de la part de Forbes le renouvellement de la licence pour 20 ans (jusqu'en 2039).  
Les années suivantes, Forbes Afrique s'endette fortement. Le magazine se retrouve en cessation de paiement à partir d'avril 2023, puis est placé en liquidation judiciaire par le tribunal de commerce de Paris le 28 mars 2024.

## Ligne éditoriale et lectorat
Basée dans le XVIe arrondissement de Paris (France) et dotée d'une très petite équipe de rédaction, cette version africaine du magazine est distribuée dans une vingtaine de pays d'Afrique centrale et de l'Ouest, pour un potentiel de 39 millions de lecteurs.  
Selon les journaux français Libération et Le Monde, Forbes Afrique serait rarement critique envers les chefs d’État africains, et serait notamment « toujours élogieux pour le régime congolais » de Denis Sassou-Nguesso, proche de Lucien Ebata, fondateur du magazine,.  
Forbes Afrique s'adresse aux leaders, hommes d'affaires et influenceurs d'Afrique francophone. Un médias panafricain pour suivre l’actualité économique de l'Afrique. À travers sa formule bimestrielle faite d’enquêtes, de classements, d’analyses et de portraits, apport un regard sur le business africain et fait la lumière sur ceux et celles qui font l’Afrique.